# Floyd Favors
 (décembre 2023).
Si vous disposez d'ouvrages ou d'articles de référence ou si vous connaissez des sites web de qualité traitant du thème abordé ici, merci de compléter l'article en donnant les références utiles à sa vérifiabilité et en les liant à la section « Notes et références ».
Floyd Favors est un boxeur américain né le 3 décembre 1963 à Washington (district de Columbia).

## Carrière
Sa carrière amateur est principalement marquée par un titre de champion du monde remporté à Munich en 1982 dans la catégorie des poids coqs et par une médaille de bronze aux Jeux panaméricains de Caracas en 1983. Favors passe professionnel en 1985 mais ne remporte pas le moindre titre et se retire des rings en 1992 sur un bilan de 14 victoires, 5 défaites et 1 match nul.